# Adam Petrouš
Adam Petrouš (* 19. září 1977, Praha, Československo) je bývalý český profesionální fotbalový obránce a reprezentant. Nyní nastupuje v divizi "A" za středočeský klub FK Litol. Jeho starší bratr Michal je bývalý fotbalista a současný fotbalový trenér. V roce 2025 novinář Jaroslav Kmenta uveřejnil, že se Petrouš podílel na podvodech s pražskými byty.

## Klubová kariéra
Je odchovancem Slavie Praha, ale fotbalovou ligu okusil poprvé během hostování v Bohemians Praha. Se Slavií vyhrál v letech 1999 a 2002 Pohár ČMFS.[zdroj?]

## Reprezentační kariéra
S týmem do 23 let se zúčastnil Letních olympijských her v Austrálii, kde české mužstvo obsadilo se 2 body za dvě remízy poslední čtvrté místo v základní skupině C. Odehrál všechny tři zápasy českého týmu na turnaji. 

Za A-tým české reprezentace odehrál v letech 2002 a 2003 celkem čtyři utkání. Debutoval 13. 2. 2002 v přátelském zápase proti Kypru (výhra 4:3).